# Amblystegium sordidum
Amblystegium sordidum là một loài rêu trong họ Amblystegiaceae. Loài này được Müll. Hal. Mitt. mô tả khoa học đầu tiên năm 1869.